# Byron Mallott
Byron Ivar Mallott (né le 6 avril 1943 à Yakutat et mort le 8 mai 2020 à Anchorage) est un homme politique américain, lieutenant-gouverneur de l'Alaska aux côtés du gouverneur William Walker de 2014 à 2018.

## Biographie
Byron Ivar Mallott est le fils de Jay B. Mallot et d'Emma M. Brown. Son père tenait un magasin à Yakutat où Byron a passé la majeure partie de son enfance. Il est diplômé du collège Sheldon Jackson de Sitka et étudie pendant plusieurs années à l'université Western Washington.
En 1994, Mallott est élu maire de Juneau. Peu après, il est nommé directeur exécutif de l'Alaska Permanent Fund Corporation et décide initialement d'exercer simultanément ces deux fonctions. Face à la polémique, il démissionne de sa fonction de maire le 13 février 1995. 
En septembre 2013, il annonce sa candidature à la primaire pour la désignation du candidat démocrate à l'élection du gouverneur de l'Alaska en 2014. Le 19 août 2014, il remporte la primaire avec 88 % des voix. Il s'associe cependant au candidat indépendant Bill Walker qui le choisit comme colistier pour le poste de lieutenant-gouverneur. Le 4 novembre suivant, les deux hommes remportent l'élection face au gouverneur sortant Sean Parnell. Ils prêtent serment tous les deux le 1er décembre.
Le 16 octobre 2018, Mallott démissionne de son poste de lieutenant-gouverneur en raison de paroles inappropriées[réf. nécessaire] à l'égard d'une femme, ce qui amène Walker a renoncer à briguer un second mandat de gouverneur.
Il meurt le 8 mai 2020.